# Südtiroler Bauernbund
Der Südtiroler Bauernbund (kurz SBB) ist ein Verband aus Südtirol, der die Interessen der Bauern und der Landwirtschaft vertritt.

## Beschreibung
Der Verband vertritt den Bauernstand in wirtschaftlicher, sozialer, kultureller und politischer Hinsicht und versucht, ihn zu stärken und zu festigen. Er vertritt den Stand und die eigenen Mitglieder gegenüber Behörden, Gewerkschaften und wirtschaftlichen Organisationen.

## Geschichte
Der Bauernbund wurde am 5. Juni 1904 in Sterzing als Tiroler Bauernbund gegründet. Im Jahre 1919 wurde nach der Abspaltung Südtirols durch den Friedensvertrag von Saint-Germain der Südtiroler Landwirteverband gegründet, der aber 1926 durch die faschistische Regierung in die staatliche Bauernorganisation „Unione Provinciale degli Agricoltori“ eingegliedert wurde. 1945 wurde der Landwirteverband wieder aufgebaut; 1955 erfolgte die Umbenennung auf den heutigen Namen.

## Unterorganisationen
- Südtiroler Bäuerinnenorganisation
- Südtiroler Bauernjugend
- Südtiroler Gärtnerverein
- Seniorenvereinigung

## Politikerkarrieren aus dem Umfeld des Bauernbundes
Obwohl der Südtiroler Bauernbund eine politisch unabhängige Interessenvertretung darstellt, sind einige hochrangige Politiker der Südtiroler Volkspartei (SVP) aus dem Bauernbund hervorgegangen:
- Hans Dietl (SVP), Abgeordneter zur italienischen Abgeordnetenkammer, später Oppositionspolitiker der Sozialdemokratischen Partei Südtirols (SPS)
- Herbert Dorfmann (SVP),  Mitglied des Europäischen Parlaments
- Luis Durnwalder (SVP), langjähriger Landeshauptmann Südtirols
- Seppl Lamprecht (SVP), stellvertretender Vizepräsident des Regionalrates für Trentino-Südtirol
- Heinold Steger (SVP), Landesrat für Landwirtschaft
- Thomas Widmann (ehem. SVP), über mehrere Legislaturperioden Mitglied der Südtiroler Landesregierung